# Sansevieria erythraeae
Espèce
Classification APG III (2009)
Sansevieria erythraeae, également appelée Dracaena erythraeae, est une espèce de plantes de la famille des Liliaceae et du genre Sansevieria. 

## Description
Plante succulente, Sansevieria pinguicula est une espèce de sansevières à moyennes feuilles érectiles (40 à 50 cm de longueur), cylindriques, avec un canal sur la face supérieure et cinq sillons sur la face externe, lisses, se terminant en pointe, de couleur vert-clair à vert-foncé avec de discrètes striures plus claires. Elles poussent en groupes denses, directement depuis le rhyzome par six à huit feuilles arrangées de manière irrégulière. Les inflorescences mesurent la taille des feuilles avec des groupes de trois à cinq fleurs blanches.
Elle a été identifiée comme espèce à part entière en 1918 par le botaniste italien Giovanni Ettore Mattei (it).

## Distribution et habitat
L'espèce est originaire de la Corne de l'Afrique, présente en Érythrée – qui lui donne son nom –, Éthiopie et possiblement au Soudan,. Elle pousse sur les berges des rivières des zones semi-arides entre 1 200 et 2 100 m d'altitude, dans l'une des régions les plus arides du Kenya.

## Synonymes
L'espèce présente des synonymes, :
- Sansevieria schweinfurthii (Täckh. & Drar, 1954) – invalidé
- Dracaena erythraeae (Mattei, 1964 ; Byng & Christenh., 2018)